# Софіно-Брідська
Соф'ї́но-Брі́дська — лінійна залізнична станція Донецької дирекції Донецької залізниці.
Розташована в місті Сніжне, Сніжнянська міська рада, Донецької області, у східній частині міста, що іменується Бродська, поруч із урочищем Леонтьєво-Байрацьким. На лінії Чистякове — Безчинська між станціями Мочалинський (5 км) та Безчинська (8 км).
Через військову агресію Росії на сході Україні транспортне сполучення припинене, з 25 липня 2014 року станція була зачинена, хоча до війни ходило декілька пар поїздів з Іловайська на Дебальцеве із заїздом у Софіно-Брідську.
Операції: Продаж квитків на приміські поїзди. Основний вантажопотік: вугілля, продукція Сніжнянського машинобудівного заводу і ВАТ «Сніжнянськхіммаш».